# هوشنگ مشیان
هوشنگ (یاکوف) مشیان (زادهٔ ۱۷ دسامبر ۱۹۳۸) شطرنج‌باز ایرانی-اسرائیلی است. وی در سال ۱۳۳۷ قهرمان شطرنج ایران شد و ۳ دوره در ترکیب تیم ملی ایران در المپیاد شطرنج حضور داشت:
- ۱۹۵۸ مونیخ بر روی میز دو (+۸ =۴–۷)
- ۱۹۶۴ تل آویو بر روی میز یک (+۴ =۱–۸)
- ۱۹۷۰ زیگن بر روی میز دو (+۲ =۶–۲)

مشیان در دههٔ ۱۹۷۰ به اسرائیل مهاجرت کرد و در سال ۱۹۸۰ در مسابقات قهرمانی شطرنج اسرائیل یکی از طولانی‌ترین بازی‌های تاریخ شطرنج را مقابل یدائل استپاک برگزار کرد که پس از ۲۴ ساعت و ۳۰ دقیقه و ۱۹۳ حرکت با شکست مشیان به پایان رسید.